# La gallina azul (libro)
A galiña azul (en castellano La gallina azul) es una obra narrativa de literatura infantil del escritor y periodista gallego Carlos Casares (1941-2002). Fue una de las primeras obras editadas en gallego con el objeto de ser dirigidas al público infantil. Además, bajo la apariencia de un trasfondo sencillo de cuento infantil, Casares emplea el texto para reflexionar sobre su habitual mensaje contra la intolerancia y la injusticia y a favor de la diversidad social. El libro está compuesto por cinco pequeñas historias entrelazadas, con componentes de costumbrismo literario entremezclados con elementos clásicos de los cuentos de hadas, en las que tienen protagonismo animales y hombres de carácter entrañable.
Fue ganadora del I Premio del Concurso Nacional de Cuentos Infantiles O Facho en el año 1968 y publicada el mismo año por Galaxia en la colección "Tortuga". Fue traducida al ucraniano en 1987 por Myhajlo Lytvynec.

## Contenido del libro
Los cuentos fueron escritos para una niña de siete años llamada Ana que se marchó con sus padres a Cantabria, para que no olvide sus orígenes gallegos. Esta intención queda patente en varias frases de la carta introductoria:

- «Cuando subiste al coche, le dije a tu madre: "Que no se olvide nunca de que es gallega".»

- «Mientras no vuelves, te mando estos cuentos, escritos en tu lengua, para que al escuchar estas palabras puedas rememorar aquellas otras dichas por aquella vieja campesina que venía del dentista de arrancar una muela: “¡Ay, que niña tan bonita! Parece una manzana”.»

El libro está salpicado de momentos en los que Carlos Casares argumenta, en forma de metáfora, contra la intolerancia y la diversidad. Prueba de ello, son algunos fragmentos del cuento que de título al libro:
«El pueblo un poco alborotado estos días. ¿Te acuerdas de un chico que se llama Lorenzo y que andaba siempre en compañía de un perro pequeñito de rabo corto? Pues Lorenzo tiene una gallina azul con cinco plumas rojas en el ala derecha. Es una gallina muy bonita y muy rara. Pone huevos de colores. Ya puso dos amarillos, uno rosa y tres verdemar. Además, no dice "cacaracá" como las otras gallinas sino que dice "cocorocó". Y esto preocupa a las autoridades.»

## Estructura del libro
El libro está formado por cinco historias entrelazadas entre sí:
- "El pez de la fuente del jardín"
- "La bomba de la felicidad"
- "La gallina azul"
- "La hormiga esquiadora"
- "El final de la historia de la gallina azul"

El texto de las historias está acompañado por ilustraciones de cuatro hermanos: Trichi, Ilda, Mima y Alberto García Alonso, hijos del médico e ilustrador gallego Xohán Ledo.

## Adaptaciones
- Hay una adaptación teatral del cuento La Gallina Azul realizada por Ana Carreira.[4]
- Existe una versión de la obra adaptada a teatro con títeres, interpretada por la compañía redondelana Tanxarina Títeres. Ganadora del Premio María Casar al Mejor Espectáculo Infantil en el año 2018.[5][6]